# Walking Tall (série télévisée)
Walking Tall est une série télévisée américaine en sept épisodes de 45 minutes diffusée du 17 janvier au 31 mars 1981 sur le réseau NBC. Il s'agit d'une adaptation de la trilogie de films Justice sauvage (Walking Tall) sortis en 1973, 1975 et 1977.
Cette série est inédite dans tous les pays francophones.

## Distribution
- Bo Svenson : Sheriff Buford Pusser
- Walt Barnes (en) : Carl Pusser
- Harold Sylvester : Deputy Aaron Fairfax
- Courtney Pledger : Deputy Joan Litton
- Jeff Lester (en) : Deputy Grady Spooner
- Heather McAdam (en) : Dwanna Pusser
- Rad Daly : Michael Pusser

## Épisodes
1. The Killing of McNeal County's Children
2. The Protectors of the People
3. Kidnapped
4. Hitman
5. Company Town
6. Deadly Impact
7. The Fire Within